# 三花悬钩子
三花悬钩子（学名：Rubus trianthus）是蔷薇科悬钩子属的植物。分布在越南、台湾岛以及中国大陆的福建、湖北、江西、四川、浙江、安徽、贵州、云南、江苏、湖南等地，生长于海拔500米至2,800米的地区，一般生于溪边、草丛中、路旁、山坡杂木林或山谷，目前尚未由人工引种栽培。

## 别名
三花莓（经济植物手册）、苦悬钩子（台湾木本植物）